# Alexander Alexandrowitsch Mejerow
Alexander Alexandrowitsch Mejerow (russisch Александр Александрович Мееров; * 22. Apriljul. / 5. Mai 1915greg. in Charkiw; † 4. September 1975 in Mariupol, Ukrainische SSR) war ein russischer Science-Fiction-Autor der Sowjetära.
Alexander Mejerow war von Beruf Chemieingenieur. 1937 wurde er während der stalinistischen Repressionen in den 1930er Jahren verhaftet und verbrachte zehn Jahre in Untersuchungshaft und in einer Scharaschka (einem Speziallager für Wissenschaftler). Nach dem Zweiten Weltkrieg lebte er zunächst in Leningrad und war an der Konstruktion der ersten Sputniks beteiligt. Danach lebte er in Mariupol.
Er veröffentlichte neben einigen Essays und Erzählungen drei Science-Fiction-Romane, die Übersetzungen in mehr als ein Dutzend Sprachen erlebten.

## Werke (Auswahl)
- «Защита 240» (1955)
- Сиреневый кристалл. Записки Алексея Курбатова (1965)
  - Deutsch: Der fliederfarbene Kristall. Aufzeichnungen des Alexej Kurbatow. Wissenschaftlich-phantastischer Roman. Übersetzt von Otto Braun, VEB Verlag Kultur und Fortschritt, Berlin (Ost) 1968.
- Осторожно, чужие! (1971)
  - Deutsch: Vetorecht. Wissenschaftlich-phantastischer Roman. Übersetzt von Ingeborg Schröder, Verlag Volk und Welt, Berlin (Ost) 1973.